# François Durand de Tichemont
Pour les articles homonymes, voir François Durand (homonymie), Durand et Tichemont.
François Benoit Charles Pantaléon Durand de Tichemont, né le 20 janvier 1765 à Metz (Moselle) et mort le 26 décembre 1852 à Richemont (Moselle), est un député français, actif sous la Restauration. Il fut député de la Moselle de 1822 à 1831.

## Biographie
Exilé pendant la Révolution française, il retrouve ses titres et honneurs sous la Restauration. 
Conservateur des eaux et forêts, il est élu député du 4e arrondissement de la Moselle (Sarreguemines), le 13 novembre 1822. Il siège dans la contre-opposition royaliste, votant à plusieurs reprises contre les ministres. Il est réélu le 25 février 1824, le 24 novembre 1827 au collège de département, et le 3 juillet 1830. En 1830, il fait partie des 221 députés contestataires à défier le pouvoir royal. Jusqu'aux élections de 1831, il prête son appui au gouvernement de Louis Philippe. 
S'étant retiré à Giraumont, il décède en son château de Tichemont, le 26 novembre 1853.

## Filiation et parenté
Fils de Laurent Adolphe Durand, seigneur de Crepy et capitaine au régiment de cavalerie de Chabrillant, et de Marie Suzanne Charlotte de Belchamps, François Durand épouse le 5 juillet 1785 Anne Charlotte de Lançon (1765-1851), au Château de Frescaty à Montigny-lès-Metz dont il aura :
- Pierre Philippe Clément Durand de Lançon (1786)[2]
- Louis Durand de Tichemont, chevalier de la Légion d'honneur, de Saint-Louis et de Saint Ferdinand (1787-1869)[2]
- François Durand de Tichemont (1788-1860)[2]
- Philippe Durand de Tichemont (1789)[2]
- Benoit Durand de Tichemont (1796)[2]
- Catherine Durand (1802), baronne de Bonaffos de La Tour[2]
- François Victor Durand de Distroff (1805-1866)[2]

## Sources
- « François Durand de Tichemont », dans Adolphe Robert et Gaston Cougny, Dictionnaire des parlementaires français, Edgar Bourloton, 1889-1891 [détail de l’édition]